# Catch You
«Catch You» (En español: «Atraparte») es un sencillo de la cantante británica Sophie Ellis-Bextor de su tercer álbum Trip The Light Fantastic de 2007.

## Sencillo
«Catch You» es el primer sencillo del tercer álbum de Sophie Ellis-Bextor, Trip The Light Fantastic, una placa orientada a la música pop-dance. Salió a la venta el 19 de febrero del 2007 en el Reino Unido y un día después en Europa, Asia, Australia y Sudamérica, territorios en los que sus anteriores sencillos y discos habíann gozado de gran éxito. Su primera presentación fue durante la gala de Fin de Año de la BBC de 2006, justo después de las campanadas desde el Big Ben.
El video del sencillo fue dirigido por Sophie Muller y grabado en Venecia. Su lanzamiento fue el 13 de enero en el Reino Unido y tuvo una importante rotación en Popworld, CD:UK, Top Of The Pops, MTV y TMF.
La recepción comercial fue muy positiva y llegó al n.º 1 en charts de Reino Unido, Francia, China y Argentina. En el UK Dance-Club Chart, «Catch You» debutó en la primera posición. Además, alcanzó el n.º 10 del iTunes Top 100 Singles y el n.º 3 del iTunes Alternative Singles Chart. Ingresó en el UK Singles Charts en el n.º 28 con base en rotación radial una semana antes del lanzamiento comercial y escaló hasta el n.º 8, su pico, semanas después. Vendió más de 200.000 copias en Reino Unido.

## Videoclip
El videoclip de «Catch You» fue rodado en octubre del 2006 en la ciudad italiana de Venecia bajo la dirección de Sophie Muller, quien ha colaborado en la dirección de otros videos de la cantante, como es el de «Music Gets The Best Of Me». En él Sophie recorre la ciudad buscando a su amado. El vestuario (dos vestidos rojos) fue realizado por Chanel.

## Lista de canciones
Todas las canciones escritas y compuestas por Cathy Dennis y Greg Kurstin. 
| «Catch You» (CD promo - Reino Unido y Holanda) |             |          |  |
| N.º                                            | Título      | Duración |  |
| 1.                                             | «Catch You» | 3:17     |  |
| 3:17                                           |             |          |  |

| «Catch You» (CD - Reino Unido y Holanda) |                  |                                                |          |  |
| N.º                                      | Título           | Escritor(es)                                   | Duración |  |
| 1.                                       | «Catch You»      | Cathy Dennis y Greg Kurstin                    | 3:17     |  |
| 2.                                       | «Down with Love» | Sophie Ellis Bextor, Jewels & Stone, Rob Davis | 3:55     |  |
| 7:12                                     |                  |                                                |          |  |

Todas las canciones escritas y compuestas por Cathy Dennis y Greg Kurstin. 
| «Catch You» (12" - Reino Unido) |                                                 |          |  |
| N.º                             | Título                                          | Duración |  |
| 1.                              | «Catch You» (Album Version)                     | 3:17     |  |
| 2.                              | «Catch You» (Jay Cox's Fizzekal Half Dub Remix) | 6:08     |  |
| 3.                              | «Catch You» (Moto Blanco Radio Edit)            | 3:31     |  |
| 4.                              | «Catch You» (Digital Dog Mix)                   | 6:37     |  |
| 19:33                           |                                                 |          |  |

Todas las canciones escritas y compuestas por Cathy Dennis y Greg Kurstin. 
| «Catch You» (12" - Italia) |                                    |          |  |
| N.º                        | Título                             | Duración |  |
| 1.                         | «Catch You» (Moto Blanco Club Mix) | 8:29     |  |
| 2.                         | «Catch You» (Moto Blanco Dub)      | 6:49     |  |
| 3.                         | «Catch You» (Digital Dog Mix)      | 6:37     |  |
| 4.                         | «Catch You» (Riff And Ray's Mix)   | 8:19     |  |
| 30:14                      |                                    |          |  |

Todas las canciones escritas y compuestas por Cathy Dennis y Greg Kurstin salvo que se indique lo contrario. 
| «Catch You» (CD - Australia) |                                            |                                                |          |  |
| N.º                          | Título                                     | Escritor(es)                                   | Duración |  |
| 1.                           | «Catch You» (Album Version)                |                                                | 3:17     |  |
| 2.                           | «Down with Love»                           | Sophie Ellis Bextor, Jewels & Stone, Rob Davis | 3:55     |  |
| 3.                           | «Catch You» (Moto Blanco Radio Edit)       |                                                | 3:31     |  |
| 4.                           | «Catch You» (Riff And Ray's Radio Edit)    |                                                | 3:35     |  |
| 5.                           | «Catch You» (Music Video - Enhanced Track) |                                                | 3:27     |  |
| 14:18 (+3:27)                |                                            |                                                |          |  |

Todas las canciones escritas y compuestas por Cathy Dennis y Greg Kurstin. 
| «Catch You» (CD - Club Promo) |                                    |          |  |
| N.º                           | Título                             | Duración |  |
| 1.                            | «Catch You» (Moto Blanco Club Mix) | 8:29     |  |
| 2.                            | «Catch You» (Riffs & Ray's Mix)    | 8:20     |  |
| 3.                            | «Catch You» (Jay Cox Fizzekal Dub) | 6:08     |  |
| 4.                            | «Catch You» (Digital Dog Club Mix) | 6:36     |  |
| 5.                            | «Catch You» (Radio Edit)           | 3:17     |  |
| 14:18 (+3:27)                 |                                    |          |  |

## Posicionamiento en listas
| \| Listas (2007) \| Mejor posición \| \| -------------------------------------- \| -------------- \| \| Australia (ARIA Singles Chart)[1] \| 44 \| \| Bulgaria (Airplay Chart)[2] \| 12 \| \| Europa (Top 200) \| 36 \| \| Irlanda (Singles Chart)[1] \| 29 \| \| Indonesia (Singles Chart)[3] \| 3 \| \| Italin (FIMI Singles Chart)[4] \| 14 \| \| Holanda (Singles Chart)[5] \| 84 \| \| Polonia (Singles Chart)[6] \| 10 \| \| Portugal (Singles Chart) \| 6 \| \| Rumania (Singles Chart) \| 50 \| \| Sudáfrica (Singles Chart)[7] \| 8 \| \| Suiza (Swiss Charts)[1] \| 92 \| \| Reino Unido (UK Singles Chart)[1] \| 8 \| \| Reino Unido (Dance Singles Chart)[1] \| 2 \| \| Reino Unido (Year-End Chart - 2007)[1] \| 105 \| «Catch You» - Producción en voces: Cathy Dennis - Producción musical: Greg Kurstin - Grabado en Echo Studios - Ingeniería realizada por Dario Dendi, asistido por Zoe Smith en los Eden Studios - Ingeniero de grabación de voces asistente: Eddie Miller - Programación e instrumentos: Greg Kurstin - Programación adicional: Brio Taliaferro - Guitarra adicional: Tim Van Der Kuil 1. 2. 3. 4. 5. 6. 7. |                |
| Listas (2007) | Mejor posición |
| Australia (ARIA Singles Chart) | 44             |
| Bulgaria (Airplay Chart) | 12             |
| Europa (Top 200) | 36             |
| Irlanda (Singles Chart) | 29             |
| Indonesia (Singles Chart) | 3              |
| Italin (FIMI Singles Chart) | 14             |
| Holanda (Singles Chart) | 84             |
| Polonia (Singles Chart) | 10             |
| Portugal (Singles Chart) | 6              |
| Rumania (Singles Chart) | 50             |
| Sudáfrica (Singles Chart) | 8              |
| Suiza (Swiss Charts) | 92             |
| Reino Unido (UK Singles Chart) | 8              |
| Reino Unido (Dance Singles Chart) | 2              |
| Reino Unido (Year-End Chart - 2007) | 105            |

- Datos: Q1410972